# Catalogul SAO
Catalogul SAO (în engleză Smithsonian Astrophysical Observatory Star Catalog), abreviat SAO, este un catalog de stele realizat de către Smithsonian Astrophysical Observatory în 1966.

## Istoric
În prima sa versiune, cuprindea 258.997 de intrări. Este un catalog fotografic limitat în magnitudine, adică el recenzează toate stelele mai luminoase decât o anumită valoare limită (în banda V (lumină vizibilă)). Dacă acest catalog este aproape complet până la magnitudinea 9, el cuprinde și stele care sunt de magnitudini superioare lui 9, chiar și câteva mii de stele (4.503) de magnitudini superioare lui 10. Toate stelele vizibile cu ochiul liber sunt cuprinse în acest catalog. Stelele din catalog sunt numite urmând convenția SAO nnnnnn, unde « nnnnnn » este un număr întreg cuprins între 1 și 258.997. Stelele sunt mai întâi clasate în 18 benzi de 10 grade declinație descrescătoare, adică stelele de la SAO 1 la SAO 4015 au o declinație cuprinsă între +80° și +90°, stelele de la SAO 4016 la SAO 10936 au o declinație cuprinsă între +70° și +80° și așa mai departe (totul în coordonate B1950.0). În fiecare bandă, stelele sunt clasate prin ascensia dreaptă crescătoare. În acest fel, nu există nicio metodă simplă pentru determinarea poziției precise a unei stele cunoscând numărul său de catalog. Cel mult, putem avea o idee despre declinația acesteia (numărul SAO apropiat de 250.000, adică de exemplu declinație negativă).
Catalogul dă pentru fiecare stea poziția acesteia (în coordonate B1950.0 sau J2000.0), o estimare a erorii poziției, mișcarea sa proprie și o estimare a erorii acesteia, coordonatele galactice, magnitudinea fotografică și în banda V, tipul spectral, cât și informații despre variabilitatea eventuală a obiectului.
Catalogul a fost de mai multe ori remaniat de la prima sa apariție. Cincizeci și trei de perechi de referință au fost identificate ca dubluri, catalogul recenzând astfel 258.944 de obiecte distincte. Versiunile recente ale catalogului dau coordonatele J2000.0 mai degrabă decât pe cele B1950.0. Un tabel de corespondență între intrările cataloagelor SAO, Henry Draper, Catalogul General Boss și Bonner Durchmusterung a fost publicat în 1973.

## Exemple de obiecte din Catalogul SAO
- SAO 67174 este Vega.
- SAO 113271 este Betelgeuse.
- SAO 40012 este HD 277559.
- SAO 158687 este steaua care a fost ocultată de planeta Uranus în martie 1977, ceea ce a dus la descoperirea inelelor din jurul lui Uranus.[6]